# Analiza wrażliwości
Analiza wrażliwości to analiza, która opiera się na przewidywaniu wyniku, przy zastosowaniu zmiennych układów mających wpływ na wyniki. Dotyczy ona głównie ustalania wrażliwości opłacalności danego przedsięwzięcia na zmiany parametrów wejściowych danego modelu ekonomicznego. Stanowi ważne narzędzie redukcji ryzyka decyzji podejmowanych w gospodarce rynkowej, zwłaszcza dotyczących zyskowności inwestowania. Głównym zadaniem analizy wrażliwości jest obliczanie punktu zwrotnego, który oznacza zrównanie się kosztu sprzedawanego wyrobu z dochodami.
Analiza ta pozwala obliczyć graniczny poziom zastosowania poszczególnych czynników, które zapewniają osiągnięcie określonego progu rentowności. Może być ona stosowana dla rozważenia potencjalnego wpływu różnych struktur cen i kosztów, które mogą być związane z różnymi systemami produkcji lub operacji.